# Обмінний струм
Обмінний струм (рос. обменный ток, англ. exchange current) — в електрохімії — у випадку електродних реакцій це загальне значення (І0) анодного (Іа) та катодного (Іс) парціальних струмів, коли реакція перебуває в стані рівноваги.
І0= Іa = — Іc.
Для електрода, де в стані рівноваги значима лише одна реакція, І0= 0.